# Villers-Chief
Villers-Chief é uma comuna francesa na região administrativa de Borgonha-Franco-Condado, no departamento de Doubs. Estende-se por uma área de 7,83 km². Em 2010 a comuna tinha 127 habitantes (densidade: 16,2 hab./km²).